# John George Howard

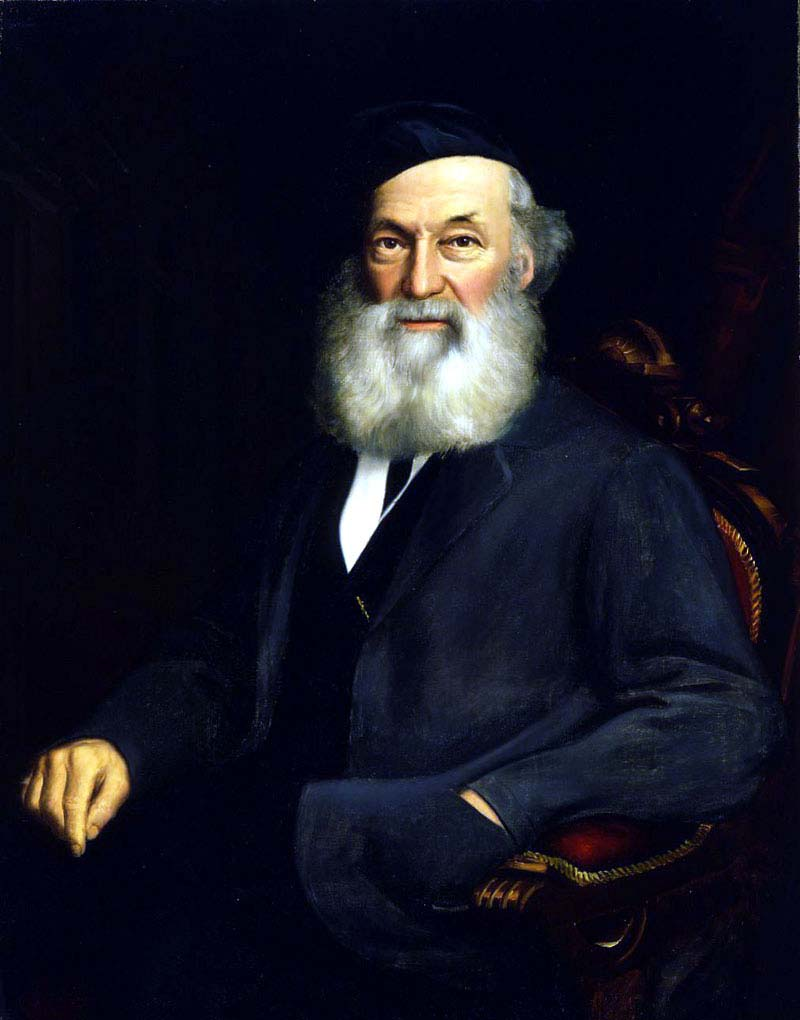
John George Howard

John George Howard (* 27. Juli 1803 in Hertford, England; † 3. Februar 1890 in Toronto) war ein kanadischer Architekt und Baumeister vieler öffentlicher, gewerblicher und privater Gebäude in Toronto und Umgebung.

## Werdegang
John George Howard wurde 1803 in Bengeo, einem Stadtteil von Hertford, geboren. Er war das vierte von insgesamt sieben Kindern von John und Sarah Corby. Nach der Schule verbrachte Howard zwei Jahre auf See, bevor er als ausgebildeter Tischler und Zimmermann nach England zurückkehrte. 1824 begann er seine Ausbildung beim Londoner Architekt William Ford und blieb bis 1832 Teilhaber des gemeinsamen Architekturbüros. Am 7. Mai 1827 heiratete er Jemima Frances Meikle. Beide wanderten 1832 nach Kanada aus und eigneten sich den Nachnamen Howard an. Im Jahr 1837 leistete er Militärdienst während der Niederhaltung der von William Lyon Mackenzie geleiteten Rebellion.

## Wirkung
Howard gilt als der erste professionelle Architekt Torontos. Sein erster Auftrag war eine Lehrtätigkeit im Upper Canada College. Er blieb bis 1856 Angehöriger der Schule. Gleichzeitig praktizierte er und wurde am 1. Mai 1843 Torontos erster Bausachverständiger. Der Friedhof von St. James, den er 1842 entwarf, gilt als frühes und interessantes Beispiel für seine pittoreske Planung. In den Jahren 1842 bis 1844 wurde das Gerichtsgebäude von Brockville nach seinen Plänen erbaut. Er ließ die Esplanade an die Waterfront legen und unterteilte die Halbinsel des Hafens, die heute als Toronto Islands bekannt ist. Er erwarb Landflächen und ist Stifter des High Parks, der flächenmäßig größten Parkanlage von Toronto. Der Privatbesitz ging nach seinem Tod an die Stadt über.